# 倉嶋圭
倉嶋 圭（くらしま けい）は日本の少女漫画家。
富山大学の漫画同好会に所属していた（2009年に設立された現・富山大学「漫画研究部」とは異なる）。
自身のサイトの解説に拠れば、「倉嶋圭」名義は1982年頃から1996年頃まで使用したペンネームであり、現在は使用していないとの事。
1980年代には主に白泉社の雑誌『LaLa』にて、また1990年代には主に秋田書店の雑誌『サスペリア』にて作品を発表した。

## 作品リスト

### 年代別
1979年
- 聖子のメタモルフォーゼ（白泉社『LaLa』9月臨時増刊号）[5]※第17回「ララまんがスクール」トップ賞[要出典]

1981年
- コットン・キャンディ・ララバイ（白泉社『LaLa』10月号）[6]※第35回「ララまんがスクール」トップ賞[要出典]

1982年
- ニューヨーク・グラフィティ（白泉社『LaLa』2月号）[7]※第6回「アテナ大賞」第2席[要出典]
- スイート・ジャム・セッション（白泉社『LaLa』10月臨時増刊号）[7]

1983年
- ミルク・ガール チョコ・ボーイ（白泉社『LaLa』4月臨時増刊号）[8]

1984年
- グリーン・グリーンの風の吹く（白泉社『LaLa』2月臨時増刊号）[9]
- ロマンチック・ローズ・コンタクト（白泉社『LaLa』10月号）[9]

1985年
- ストラウスの魔女（パーソナルケア / みき書房『ファンタジーコミック りりっく』II集：1月発行：ISBN 4-8952-1124-X：掲載）[要出典]
- 彼岸花抄（白泉社『LaLaスペシャルWendy』AUTUMN）[10]
- グリーン・ベルベット（白泉社『LaLa DELUXE』No.2）[11]

1986年
- Cガール Eボーイ（白泉社『LaLaスペシャルCindy』AUTUMN号）[12]
- 人魚還元（白泉社『LaLa DELUXE』No.2）[11][13]

1989年
- 火天（秋田書店『サスペリア』2月号）
- 邪神の仮面（秋田書店『サスペリア』5月号）
- 黒の魔笛（秋田書店『サスペリア』8月号）
- 聖獣紀 第1話 獣たちは街に潜む（秋田書店『サスペリア』12月号）

1990年
- 聖獣紀 第2話 光る眼（秋田書店『サスペリア』4月号）[要出典]
- 海の嘆き（秋田書店『サスペリア』7月号）
- 碧い蜃気楼（秋田書店『サスペリア』11月号）[要出典]
- 楊貴妃の双六（フジテレビ出版 / 扶桑社『世にも奇妙な物語 コミック』：1990年12月発行：ISBN 4-5940-0676-0：掲載）

1991年
- 玉壁の神獣（道士"紅"シリーズ）（秋田書店『学園ミステリー』vol.7　8月20日号）[要出典]

1992年
- 百面鬼 （道士"紅"シリーズ）（秋田書店『サスペリア』1月号）[要出典]
- タールトラップの亡霊（秋田書店『学園ミステリー』No.10　2月25日号）
- 海底の獣人（秋田書店『サスペリア』12月号）[14]

1993年
- 赤い木霊（秋田書店『サスペリア』2月号）
- 双貌の邪神（秋田書店『サスペリア』6月号）
- 妖怪百物語 第5夜 -ランダの巻-（秋田書店『サスペリア』10月号）

1995年
- 妖怪百物語（秋田書店『サスペリア』）
  - 妖怪百物語 第25夜（6月号）
  - 妖怪百物語 第27夜 -十二様-（8月号）
  - 妖怪百物語 第28夜（9月号）
  - 妖怪百物語 第29夜 -フナシトギ-（10月号）[14]
  - 妖怪百物語 第30夜（11月号）
  - 妖怪百物語 第31夜 -ウブの巻-（12月号）

1996年
- 妖怪百物語（秋田書店『サスペリア』）
  - 妖怪百物語 第32夜 -夜行さんの巻-（1月号）[14]
  - 妖怪百物語 第33夜（2月号）
  - 妖怪百物語 第34夜 -首様の巻-（3月号）[要出典]
  - 妖怪百物語 第??夜 -猫南瓜の巻-（　）[14][15]
  - 妖怪百物語 第36夜 -つらら女の巻-（5月号）
  - 妖怪百物語 第37夜 （6月号）
  - 妖怪百物語 第38夜 （7月号）
  - 妖怪百物語 第39夜 -経立の巻-（8月号）[14]
  - 妖怪百物語 第40夜 -あずき婆の巻-（9月号）[14]
  - 妖怪百物語 第41夜 -赤子投げの巻-（10月号）[14]
  - 妖怪百物語 第42夜 -野鎌の巻-（11月号）[14]
  - 妖怪百物語 最終夜 -一反木綿の巻-（12月号）[14]

### タイトル不明・年代不明
- ブーゲンビリアの咲く国（発表年不明、発行元不明『フィーリング』掲載、同12月号、32p）
- 暗闇の中の恋人（発表年不明、発行元不明『フィーリング』掲載、同8月号、16p）
- 青銅の魔獣（道士"紅"シリーズ1）（発表年不明、秋田書店『サスペリア』掲載、同6月号、32p）
- 妖怪百物語 第??夜 -高入道-（発表年不明、発行元不明、『掲載誌不明』、掲載号不明、頁数不明）
- 妖怪百物語 第??夜 ヒダル神の巻-（発表年不明、発行元不明、『掲載誌不明』、掲載号不明、頁数不明）
- グラス・ハーブの街（発表年不明、『掲載誌不明』、掲載号不明、頁数不明）